# Guy Ricard
Pour l’article homonyme, voir Ricard.
Guy Ricard (né le 2 août 1942) est un ingénieur et homme politique fédéral du Québec.

## Biographie
Né à Saint-Côme dans la région de Lanaudière, il entame sa carrière politique en devenant conseiller municipal de la ville de Laval de 1981 à 1984.
Élu député du Parti progressiste-conservateur du Canada dans la circonscription fédérale de Laval en 1984, il est réélu en 1988. Il est défait en 1993 par le libéral Michel Dupuy.